# سيمون روبنسون
سيمون روبنسون (بالإنجليزية: Simon Robinson)‏ هو لاعب غولف أمريكي، ولد في 16 فبراير 1981 في هارتلبول في المملكة المتحدة.

## وصلات خارجية
- سيمون روبنسون على موقع رابطة أوروبا للاعبي الغولف المحترفين (الإنجليزية)